# Lemonias egaensis
Espèce
Lemonias egaensis est une espèce d'insectes lépidoptères (papillons) appartenant à la famille des Riodinidae et au genre Lemonias.

## Dénomination
Lemonias egaensis a été décrit par Arthur Gardiner Butler en 1867 sous le nom d' Anatole egaensis.

## Description
Lemonias zygia est un papillon d'une envergure d'environ 33 mm au dessus ocre foncé tacheté de blanc.
Le revers, plus clair, est tacheté de beige nacré.

## Écologie et distribution
Lemonias egaensis est présent en Guyane et au Brésil.

### Biotope
Il réside dans la forêt amazonienne.

### Protection
Pas de statut de protection particulier.